# Salomé (zpěvačka)
Salomé, vlastním jménem Maria Rosa Marco (* 21. června 1943, Barcelona) je španělská zpěvačka.
Svou kariéru začala v Radio Barcelona, vedle dráhy hudební se věnovala i profesi televizní moderátorky. Jen do roku 1963 nahrála více než čtyřicet písní.
V roce 1968 se zúčastnila Velké ceny Intervize, kde reprezentovala Španělsko s písní „Pase Lo Que Pase“. Obsadila čtvrté místo.
V roce 1969 zvítězila s písní „Vivo Cantando“ ve Velké ceně Eurovize kde se o vítězství dělila se zástupci Spojeného království (Lulu), Francie (Frida Boccara) a Nizozemska (Lenny Kuhr); v historii soutěže to byl jediný případ, kdy se vítězství dělilo mezi více písní. Ocenění přijala v Madridu z rukou Massiel, španělské zpěvačky, která získala Velkou cenu Eurovize rok předtím. Šaty, jež měla na sobě při prezentaci písně, byly kreací od španělského módního návrháře Manuela Pertegaze, vážily 14 kg a tvořily je trubičky z modrého porcelánu a tři límce, každý o váze 1 kg.[zdroj⁠?!]